# Sanghamitra Mohanty

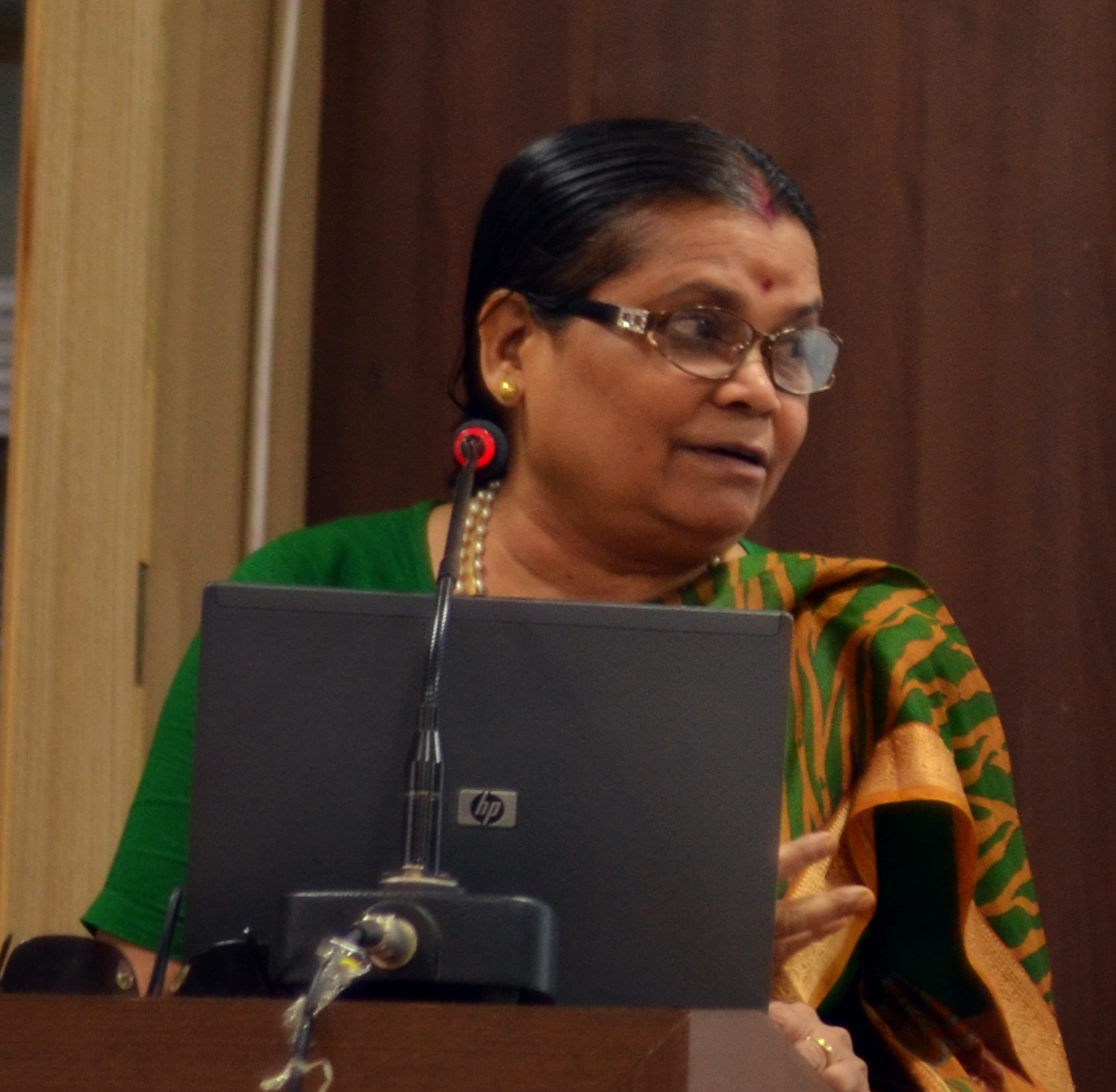
Sanghamitra Mohanty (2014)

Sanghamitra Mohanty (* 1. April 1953 in Cuttack, Indien; † 1. Juli 2021 in Bhubaneswar) war eine indische Informatikerin. Sie war von 1986 bis 2011 Professorin für Informatik an der Utkal University. Ihre Forschungsgebiete lagen hauptsächlich in den Bereichen Künstliche Intelligenz, Sprachverarbeitung, Bildbearbeitung und Verarbeitung natürlicher Sprache.

## Leben und Werk
Mohanty besaß eine akademische Qualifikation als Master of Science in Physik und promovierte darin (Ph.D.). Von 1986 bis 2011 war sie Dozentin, Lektorin und Professorin für Informatik an der Utkal University in Bhubaneswar. Von 2008 bis 2011 war sie dort Direktorin für Frauenstudien. Anschließend war sie bis 2014 Vizekanzlerin der North Orissa University in der Regionalstadt Baripada im indischen Bundesstaat Odisha, wo sie technikorientierte neue Kurse in Informatik, Ingenieurwesen und Nanowissenschaft und -technologie einführte.
Seit 2012 wurden unter ihrer Leitung das North Orissa University Journal für Wissenschaft und Technologie und das North Orissa University Journal für Sozialwissenschaften zum ersten Mal mit Internationaler Standardnummer für fortlaufende Sammelwerke (ISSN) veröffentlicht, und die Laboratorien verschiedener Lehrabteilungen wurden mit modernsten Geräten ausgestattet. Alle Abteilungen erhielten Zuschüsse zur Erleichterung des Studiums und der Forschung sowie „Smart Class Rooms“. Sie organisierte einen internationalen Workshop mit der Universität Lund in Schweden und machte 2012 die North Orissa University zu einem Mitglied der Association of Commonwealth Universities, zu einem Mitglied der United States-India Educational Foundation (USIEF) für Fulbright Fellowship und zu einem Mitglied des Erasmus-Mundus-Projekts der Universität Lund und der Europäischen Union.
Sanghamitra Mohanty besaß 13 Rechte an indischen Sprachtechnologielösungen unter Intellectual Property Rights (IPRs). Im Rahmen ihrer akademischen Arbeit besuchte sie eine Reihe von Institutionen in Indien und im Ausland, unter anderem als Gastprofessorin die University of Nebraska-Lincoln und die Princeton University in den USA. Mehr als 160 ihrer Forschungsarbeiten wurden in internationalen Fachzeitschriften und Konferenzberichten veröffentlicht. Im Rahmen der von der indischen Regierung geförderten Projekte zur Computerisierung der offiziellen Sprache von Odisha führte sie umfangreiche Forschungen zur Technologie der indischen Sprache im Allgemeinen und zur Odia-Sprache durch. Seit 2016 war sie Präsidentin der Odisha Bigyan Academy. 2019 war sie Sprecherin auf dem 24th International Symposium Frontiers of Research in Speech and Music in Kanpur.
Sie starb am 1. Juli 2021 68-jährig an COVID-19.

## Ehrungen
Mohanty erhielt 2012 den Samanta Chandrashekhar Award der Odisha Bigyan Academy für ihren Beitrag zu Technik und Technologie. Sie ist Mitglied der Women’s Engineering Society des Vereinigten Königreichs (FWES).

## Veröffentlichungen
- mit Basanta Kumar Swain: S2S system for voice oriented tourism information delivery in Indian context
- mit Sølvi Ystad, Mitsuko Aramaki, Richard Kronland-Martinet, Kristoffer Jensen: Speech, Sound and Music Processing: Embracing Research in India - 8th International Symposium, CMMR 2011, 20th International Symposium, FRSM 2011, Bhubaneswar, India, March 9-12, 2011, Revised Selected Papers. Lecture Notes in Computer Science 7172, Springer 2012
- mit Basanta Kumar Swain: Adaptive and Iterative Wiener Filter for Oriya Speech Processing Applications. CMMR/FRSM 2011: 207–214
- mit Himadri Nandini Dasbebartta, Tarun Kumar Behera: An Efficient Bilingual Optical Character Recognition (English-Oriya) System for Printed Documents. ICAPR 2009: 398–401
- mit Sohag Sundar Nanda, Soumya Mishra: UNL: a novel initiative for bridging digital divide. ICEGOV 2009: 375–376
- mit Sitanath Biswas, Smita Prava Mishra: A Hybrid Oriya Named Entity Recognition System: Integrating HMM with MaxEnt. ICETET 2009: 639–643
- mit Surendranath Nayak: NLP techniques in enriching e-governance. ICEGOV 2008: 463–464
- mit Suman Bhattacharya, Sumit Bose, Sabyasachi Swain: An Approach to Proper Speech Segmentation for Quality Improvement in Concatenative Text-To-Speech System for Indian Languages Int. J. Comput. Proc. Oriental Lang. 18(1): 41–51 (2005)
- mit Prabhat Kumar Santi: Object Oriented Design Approach to OriNet System: On line lexical database for. Language Engineering Conference 2002: 128
- Pattern Recognition in Alphabets of Oriya Language Using Kohonen Neural Network. IJPRAI 12(7): 1007–1015 (1998)